# Ursus Major Mountain
Ursus Major Mountain är ett berg i Kanada.   Det ligger i provinsen British Columbia, i den centrala delen av landet, 3 100 km väster om huvudstaden Ottawa. Toppen på Ursus Major Mountain är 2 536 meter över havet.
Terrängen runt Ursus Major Mountain är bergig söderut, men norrut är den kuperad.Trakten runt Ursus Major Mountain är nära nog obefolkad, med mindre än två invånare per kvadratkilometer.. 
Trakten runt Ursus Major Mountain består i huvudsak av gräsmarker.